# Benoît Dutrizac
Benoît Dutrizac est un journaliste, chroniqueur, animateur de télévision et de radio ainsi qu'un producteur télévisuel québécois, né à Montréal le 2 septembre 1961.

## Biographie
Une fois ses études collégiales en sciences humaines terminées, Benoît Dutrizac obtient successivement un certificat en scénarisation cinématographique et en journalisme à l’UQAM et à l’Université de Montréal.
En 1982, il obtient son premier emploi comme journaliste et critique au magazine Québec Rock. Il publie également, entre 1987 et 1997 pas moins de six ouvrages : romans, recueils et essais. Tous ces ouvrages sont créés au même moment qu’une participation courante au magazine hebdomadaire Voir, où il fait les actualités et quelques critiques littéraires, et à la création de quelques longs métrages tel La conciergerie et Idées noires pour un homme rose en collaboration avec Michel Poulette.
Pendant dix ans, Dutrizac chevauche littérature, cinématographie et journalisme. C’est en 1998 qu'il commence son ascension vers le journalisme. Il anime sa première émission d’actualité diffusé à Télé-Québec l'émission Les Francs-tireurs avec Richard Martineau. Sous le règne Dutrizac-Martineau, cette émission atteignait des cotes d’écoute de 100 000 auditeurs par semaine. Il devient animateur de radio à partir de janvier 2004 à Montréal, où il dispose d'une large plage horaire les samedis.
Benoît Dutrizac est congédié de Télé-Québec en mai 2005. Spéculant à mi-voix, il assure d'abord ne pas connaître les raisons de son renvoi abrupt. Mais bientôt, le franc-tireur désigne son franc-parler comme cause (selon le précédent rédacteur de cette rubrique). Il semble que, la direction ne supportait plus sa « marque de commerce ». Il est attaqué pour des « propos mal choisis ,», que d'aucuns jugent plutôt paroles d'incitation à la haine raciale,, surtout compte tenu de son historique à cet égard, et malgré une amitié alléguée avec l'écrivain et président de l'Uneq, Stanley Péan,.
Après son remerciement, il devient présentateur de Journal du midi à TQS. Il devra toutefois quitter son émission de radio pour s'y consacrer pleinement. Il joint en 2007 l'équipe radio du 98,5 fm, où il animera les matin de fin de semaine. À l'été 2008 il remplace Gilles Proulx lorsqu'il prend sa retraite; il anime l'émission du Midi en semaine de midi à 15 h.
Le 2 juin 2017, le 98.5 FM annonce qu'il met fin au contrat de M. Dutrizac via un communiqué.

## Controverses
Ses prises de positions, lors d'émissions, lui ont également attiré le feu des critiques, notamment lors d’un reportage sur les gangs de rue à Montréal, où il utilise le terme « gangs de nègres » pour parler des voyous de quartiers.  Le CRTC qualifiera les premiers propos de « mal choisis, mais pas haineux » . Le documentaire de Maryse Legagneur  Au nom de la mère et du fils reprend les propos que Dutrizac qualifiera comme repris "hors-contexte" .
Il déclare en mars 2005 que « L'islam est une religion stupide » et souhaite l'interdiction du ramadan pour les jeunes lors d’une entrevue aux Francs-Tireurs avec Amir Khadir. 
En 2012, le Conseil canadien des normes de la radiotélévision (CCNR) a jugé que Benoît Dutrizac, a fait des «remarques désobligeantes à l’endroit de la communauté juive», en traitant notamment les juifs hassidiques de «malades mentaux» et de «retardés».
En 2023, il déclare que Valérie Plante, mairesse de Montréal, «frôle le fascisme environnemental », en se référant à l'aménagement de pistes cyclables sur le territoire de la ville.

### Affaire Laouni
Le 10 septembre 2008, lors d'un entretien radiophonique avec les candidats néo-démocrates Samira Laouni et Thomas Mulcair aux élections fédérales il enchaîne les questions sur la religion de la candidate, entre autres à savoir comment elle conciliait d'être une ancienne membre du Congrès islamique canadien et candidate pour le parti néo-démocrate.  
Cette entrevue entraîne de nombreuses critiques, en particulier de la part du Syndicat canadien de la fonction publique (SCFP). Le président du SCFP Ontario, Sid Ryan, réclame la démission de Dutrizac et la fin de son émission . 
En parallèle, le Conseil de presse du Québec reçoit une plainte de la part de Mohammed Boudjenane, notamment pour « propos injurieux contre la communauté musulmane », visant la station de radio 98,5 FM, Yves Bombardier, son directeur général, et Benoît Dutrizac. Les quatre griefs, dont propos injurieux, sont tous écartés mais le conseil « blâme la station pour manque de collaboration ».